# Xã Jefferson, Quận Cole, Missouri
Xã Jefferson (tiếng Anh: Jefferson Township) là một xã thuộc quận Cole, tiểu bang Missouri, Hoa Kỳ. Năm 2010, dân số của xã này là 54.165 người.